# Serenotheres besutensis
Serenotheres besutensis is een krabbensoort uit de familie van de Pinnotheridae. De wetenschappelijke naam van de soort is voor het eerst geldig gepubliceerd in 1967 door Serène.